# Dreckloch (Velbert)
Dreckloch ist eine Ortslage in der bergischen Stadt Velbert in Deutschland.

## Lage und Beschreibung
Die Ortslage liegt im Westen des Velberter Stadtteils Tönisheide in Nähe des Absetzbeckens Eignerbach. Die Ortslage, deren Ursprung aus dem 17. Jahrhundert stammt und noch heute als Flurbezeichnung im Kataster geführt wird, ist heute in der Wohnbebauung der Siedlung Wimmersberg aufgegangen. Der Name ist als Standortbezeichnung einer Transformatorenstation ebenfalls noch präsent.

## Geschichte
Im 19. Jahrhundert gehörte Dreckloch zur Bauerschaft Große Höhe der Bürgermeisterei Hardenberg. Im Gemeindelexikon für die Provinz Rheinland von 1888 wird ein Wohnhaus mit sieben Einwohnern angegeben.